# Бонхоф, Райнер
Ра́йнер Бо́нхоф (нем. Rainer Bonhof; род. 29 марта 1952, Эммерих-ам-Райн, Северный Рейн-Вестфалия) — немецкий футболист, 2-кратный чемпион Европы, чемпион мира.
Бонхоф был самым молодым из футболистов сборной ФРГ, ставшей чемпионом мира в 1974 году.
В сезоне 1998/99 тренировал мёнхенгладбахскую «Боруссию», при нём клуб впервые в истории вылетел из Бундеслиги. С 2006 года работает скаутом в «Челси».

## Достижения
- Чемпион мира: 1974
- Чемпион Европы: 1972, 1980
- Вице-чемпион Европы: 1976
- Финалист Кубка европейских чемпионов: 1976/77
- Обладатель Кубка УЕФА: 1974/75
- Финалист Кубка УЕФА: 1972/73
- Обладатель Кубка обладателей Кубков: 1979/80
- Чемпион ФРГ: 1970/71, 1974/75, 1975/76, 1976/77
- Вице-чемпион ФРГ: 1973/74, 1977/78, 1981/82
- Обладатель Кубка ФРГ: 1972/73
- Обладатель Суперкубка ФРГ: 1977
- Обладатель Кубка Испании: 1978/79

Улица в родном городе Бонхофа — Эмерихе-на-Рейне, на которой стоит его дом, была переименована в 1974 году в Райнер-Бонхоф-штрассе.